# 명륜초등학교 (강원)
명륜초등학교는 대한민국 강원특별자치도 원주시에 있는 공립 초등학교이다.

## 학교 연혁
- 1955.06.05 개교(14학급)
- 1957.07.19 개운동 현 위치로 신축 이전
- 1981.03.01명륜초등학교 병설유치원 개원
- 1984.12.15 본동공사 3층 22개 교실 준공
- 1985.09.20 운동장 스탠드 공사 완공
- 1996.03.20 후동 4층교사 12교실 신축
- 1996.08.01명륜초등학교로 개칭
- 1997.02.17 해오름터 체육관 준공
- 2001.09.22 교실 9실 및 화장실 준공(서편 3층 교사)
- 2003.09.07명륜 디지털도서관 개관
- 2004.08.20 교문 및 투시형 울타리 교체
- 2005.06.04 개교 50주년 기념식 거행
- 2009.08.31 과학 실험실 현대화 실내 리모델링
- 2012.03.01 제18대 김병용 교장 부임
- 2012.04.25 차량 진입로 및 주차장 공사
- 2012.10.30 어린이 놀이터 시설 사업
- 2013.03.12 친환경 칠판 교체
- 2013.05.16 초등돌봄교실 구축
- 2014.02.14 제59회 졸업식(179명, 졸업생 총 19,523명)
- 2014.03.01 30학급 편성
- 2014.09.10 본관 2층 바닥 공사 완공
- 2015.03.31 역사관 설치
- 2015.08.31 체육관 리모델링
- 2015.08.12 본동교사 앞 보도블럭 교체
- 2016.08.16 각교실 터치스크린 설치
- 2017.09.01 제20대 최인순 교장 부임
- 2017.09.16 융합형 특별교실(미술실 설치)
- 2018.08.31 교육환경 개선 공사(석면 제거 및 천장 조명 교체)
- 2018.08.31 외부환경 개선 공사(인도 포장 및 보도블럭 교체)
- 2019.01.10 제64회 졸업식(99명, 졸업생 총 20,148명)
- 2019.05.17 야외학습장 마주봄 배움터 설치
- 2019.09.06 방송실 현대화 공사
- 2019.09.30 과학실 현대화 실내 리모델링
- 2019.09.09 학교도서관 감성화 사업
- 2019.11.04 조회대 공사
- 2019.12.31 제65회 졸업식(119명, 졸업생 총 20,267명)

## 교가
치악산 정기받은 명륜어린이 
백운산 흰구름이 피어오르듯
무럭무럭 씩씩히 자라는 우리
삼천리 이나라의 기둥이되고 
온세상 지구촌에 횃불이되리
북원뜰 그-기상 이어받아서
힘차게 백두대간 뻗어나가듯
슬기롭고 바르게 자라는 우리
삼천리 이나라의 기둥이되고 
온세상 지구촌에 횃불이되리